# Khoa học môi trường
Khoa học môi trường là một lĩnh vực hàn lâm liên ngành kết hợp vật lý, sinh học và Khoa học thông tin (bao gồm sinh thái học, sinh học, vật lý học, hóa học, thực vật học, động vật học, khoáng vật học, hải dương học, hồ học, khoa học về đất đai, địa chất học và địa lý tự nhiên (trắc địa), và khoa học khí quyển) vào việc nghiên cứu môi trường, và các giải pháp cho các vấn đề môi trường. Khoa học môi trường nổi lên từ các lĩnh vực của lịch sử tự nhiên và y học trong Thời kỳ Khai sáng. Ngày nay nó cung cấp một hướng tiếp cận đa ngành, định lượng và kết hợp đối với việc nghiên cứu hệ sinh thái.
Các lĩnh vực nghiên cứu liên quan bao gồm nghiên cứu môi trường và kỹ sư môi trường. Các nghiên cứu về môi trường kết hợp nhiều các bộ môn khoa học xã hội hơn cho việc hiểu các mối quan hệ, nhận thức và chính sách của con người đối với môi trường. Kĩ sư môi trường tập trung vào thiết kế và công nghệ nhằm cải thiện chất lượng môi trường trong mọi khía cạnh.
Các nhà khoa học môi trường làm việc trên các chủ đề như việc hiểu các quá trình của Trái Đất, đánh giá hệ thống năng lượng thay thế, kiểm soát và giảm thiểu ô nhiễm môi trường, quản lý tài nguyên thiên nhiên, và tác động của ấm lên toàn cầu. Các hiểm họa môi trường gần như luôn luôn bao gồm một sự tương tác giữa các quá trình vật lý, hóa học và sinh học. Các nhà khoa học môi trường mang tới một cách tiếp cận hệ thống đến việc phân tích các vấn đề về môi trường. Các yếu tố cốt lõi của một nhà khoa học môi trường hiệu quả bao gồm khả năng để liên hệ các mối quan hệ không gian, thời gian cũng như là phân tích định lượng.